# 萨尔尼
萨尔尼（Sarni），是印度中央邦Betul县的一个城镇。总人口95015（2001年）。

## 人口
该地2001年总人口95015人，其中男性49878人，女性45137人；0—6岁人口10535人，其中男5429人，女5106人；识字率73.57%，其中男性为79.93%，女性为66.54%。